# 1854

## Родени
- Васил Радославов, български политик
- Иван Стефанов Гешов, български политик
- Кръсто Янков, български зограф
- Найден Илчев, политик
- Стефан Пешев, български революционер
- Танчо Кривчов, български революционер
- 1 януари – Джеймс Джордж Фрейзър, британски антрополог
- 31 януари – Стефан Стамболов, български политик
- 6 февруари – Георги Златарски, български геолог
- 12 февруари – Михаил Маджаров, български политик
- 14 март – Пол Ерлих, немски химик и лекар
- 15 март – Емил фон Беринг, немски физиолог
- 15 март – Александър Людсканов, български политик
- 15 април – Антон Безеншек, словенски езиковед
- 22 април – Анри Лафонтен, белгийски политик
- 29 април – Анри Поанкаре, френски математик
- 14 май – Мария Павловна Мекленбургска, Велика руска княгиня
- 21 май – Ховсеп Азнавур, османски архитект
- 24 май – Лудвиг Александър фон Батенберг, първи маркиз на Милфорд Хейвън
- 28 юни – Иван Андонов, български революционер и обществен деец
- 3 юли – Леош Яначек, чешки композитор
- 24  юли - Константин Иречек, чешки историк
- 10 август – Милан I, Сръбски крал
- 11 август – Михалаки Георгиев, български белетрист
- 16 октомври – Оскар Уайлд, ирландски писател, драматург и поет
- 20 октомври – Артюр Рембо, френски поет
- 2 ноември – Исидор Гунсберг, британски шахматист от унгарски произход
- 1 декември – Алексей Павлов, руски геолог

## Починали
- Маркос Драгумис, гръцки революционер и политик
- Петър Филипов, български резбар
- 28 януари – Жером-Адолф Бланки, френски икономист
- 6 юли – Георг Ом, немски физик
- 20 август – Фридрих Вилхелм Йозеф Шелинг, немски философ
- 12 септември – Шарл-Франсоа Брисо дьо Мирбел, френски ботаник
- 17 октомври – Владимир Корнилов, руски вицеадмирал
- 3 декември – Йохан Петер Екерман, немски писател (* 1792 г.)
- 9 декември – Алмейда Гарет, португалски писател

Вижте също:
- календара за тази година